# Эвери, Освальд
Освальд Теодор Эвери (англ. Oswald Theodore Avery; 21 октября 1877 — 2 февраля 1955) — американский молекулярный биолог, иммунолог, медик. С 1929 по 1930 был президентом Американской ассоциации иммунологов. С 1941 по 1942 был президентом Американского общества микробиологии.
Значительная часть карьеры Освальда Эвери связана с больницей Университета Рокфеллера в Нью-Йорке. Эвери известен как один из соавторов эксперимента Эвери, Маклеода и Маккарти, которые в 1944 году совместно с Колином Маклеодом и Маклином Маккарти показали, что ДНК представляет собой носитель генетической информации.
Лауреат Нобелевской премии Арне Тиселиус сказал, что Эвери является самым достойным ученым, не получившим Нобелевской премии за свои исследования.

## Биография
Освальд Эвери родился 21 октября 1877 года в городе Галифаксе, Канада.
Эвери учился в New York Male Grammar School, затем в Colgate Academy и затем в Колгейтском университете. Эвери выбрал медицинскую карьеру в Колледже врачей и хирургов Колумбийского университета в Нью-Йорке, и получил медицинскую степень в 1904 году.
Эвери получил гражданство США 1 августа 1918 года. С 1923 года по 1948 год работал в Институте Рокфеллера. Умер от рака поджелудочной железы в 1955 году.

## Наиболее известное открытие
В течение многих лет считалось, что генетическая информация содержится в белках. Эвери, Маклеод и МакКарти изучали явление наследственности, продолжая работы Гриффита, начатые в 1928 году. В ходе экспериментов была изучена возможность передачи генов между бактериями при помощи различных органических соединений, выделенных из бактерий. После обработки экстрактов бактерий протеазами было показано, что белки не переносят гены. После обработки экстрактов дезоксирибонуклеазами (ферментами, разрушающими ДНК), было показано, что ДНК является носителем генетического материала.
Альфред Херши и Марта Чейз продолжили исследования группы Эвери в 1952 году, поставив эксперимент Херши и Чейз.
Эксперименты Гриффита, Эвери, МакЛеода и МакКарти, Херши и Чейз в значительной степени направили исследования Уотсона и Крика по установлению структуры ДНК, привели к рождению современной молекулярной биологии.
Нобелевский лауреат Джошуа Ледерберг писал, что Эвери с сотрудниками обеспечили платформу для современных исследований ДНК и в основном обеспечили молекулярную революцию в генетике и биомедицинских науках.

## Другие работы
Совместно с Р. Коулом и Альфонсом Доше в 1917 году разработал сыворотку от пневмококка.

## Сборники статей
Статьи Эвери хранятся в двух местах: в Государственной библиотеке и архиве штата Теннесси, и в Архиве Рокфеллера
Многие его статьи, стихотворения и рукописные записи в лабораторном журнале доступны в Национальной медицинской библиотеке
в коллекции Освальда Эвери Архивировано 4 июля 2013 года..
Наиболее известная статья Эвери, в которой для ДНК была показана роль в хранении и передаче генетической информации, доступна онлайн: Avery, Oswald T., Colin M. MacLeod, and Maclyn McCarty. Studies on the Chemical Nature of the Substance Inducing Transformation of Pneumococcal Types. Архивная копия от 2 декабря 2009 на Wayback Machine Journal of Experimental Medicine 79, 2 (February 1, 1944): 137—158.

## Награды и признание
- 1936 — Член Американской академии искусств и наук[7]
- 1945 — Медаль Копли, «For his success in introducing chemical methods in the study of immunity against infective diseases»
- 1945 — George M. Kober Medal[нем.]
- 1947 — Премия Альберта Ласкера за фундаментальные медицинские исследования, «For studies on the chemical constitution of bacteria»
- 1949 — Passano Award[англ.]
- 2004 — Введён в Канадский зал медицинской славы[англ.][8]

Именем Освальда Эвери назван кратер на Луне. В его честь названа Премия Эвери−Ландштейнера. Вручается с 1973 года Немецким обществом иммунологии.